# Titan (Blizzard Entertainment projekt)
 For alternative betydninger, se Titan. (Se også artikler, som begynder med Titan)
Titan er et nu aflyst uudgivet spil, udviklet af Blizzard Entertainment. Det regnes for at være deres næste store projekt, men det ventes ikke at skulle direkte overtage spillere af Blizzards andre spil som World of Warcraft, Diablo eller StarCraft. Det regnes først med  at blive færdig i  2016, det er på trods af at spillet endnu mangler at blive officielt annonceret.
Spillet blev i september 2014 officielt aflyst af Blizzard, efter 7 års udvikling. De mente ikke at spillets elementer fungerede tilfredsstillende og levede ikke op til deres standard. De vil i stedet i fremtiden fokusere på mindre projekter, som Hearthstone og Heroes of the Storm. 